# Mangetti-Nationalpark
Der Mangetti-Nationalpark (englisch Mangetti National Park) ist ein 419,9 Quadratkilometer großer Nationalpark in Namibia, an der Nationalstraße B8 etwa 100 Kilometer südlich von Rundu. Er ging durch Proklamation 2008 aus dem Mangetti-Wildpark hervor und ist das zurzeit einzige dual durch die Regierungsbehörden und lokalen Kommunen geführte Schutzgebiet in Namibia. Der Nationalpark ist seit dem 10. Oktober 2014 für die Öffentlichkeit tagsüber geöffnet.
Die Landschaft wird dominiert von Kalahari-Sandveld und -Savanne.
Es ist das einzige staatliche Schutzgebiet, dass gemeinsam vom MEFT und der traditionellen Verwaltung der Uukwangali sowie dem Regionalrat von Kavango-West verwaltet wird.

## Flora und Fauna
Mangetti ist eines der letzten Rückzugsgebiete seltener Tierarten in Namibia. Neben Elefanten, Eland, Kudu und Giraffen kommen auch Rappenantilopen und Hyänen, Leoparden und Löwen sowie einige der letzten Wildhunde vor. Vor der Proklamation als Nationalpark wurde Mangetti als Zuchtgebiet für Nashörner genutzt.